# ジョン・J・B・ウィルソン
ジョン・J・B・ウィルソン（John J. B. Wilson、1954年5月24日 - ）は、アメリカ合衆国のコピーライター、パブリシスト。カリフォルニア大学ロサンゼルス校を卒業後に映画宣伝の仕事に就き、モー・マーフィーと共にゴールデンラズベリー賞を創設した。

## 生い立ち
シカゴで生まれ育ち、9歳の時に両親と共にサンタモニカに移住する。少年時代にアカデミー賞を観客席で観るために学校をサボったことがある。カリフォルニア大学ロサンゼルス校に進学して映像技術を学び、在学中はフォックス劇場マネージメントもしていた。卒業後はパブリシストとして映画のマーケティングやロサンゼルス映画祭のスポンサーのコピーライターの仕事に就き、年間200本以上の映画を観賞するようになった。2005年にはマーケティングの仕事のかたわら、映画の予告編の仕事にも取り組むようになった。仕事の中にはアカデミー賞のマーケティングも含まれており、ウィルソンはThe Bladeの取材の中で、「私がゴールデンラズベリー賞を作った時、彼らは私のことをスパイのように見ていた」と語っている。

## ゴールデンラズベリー賞

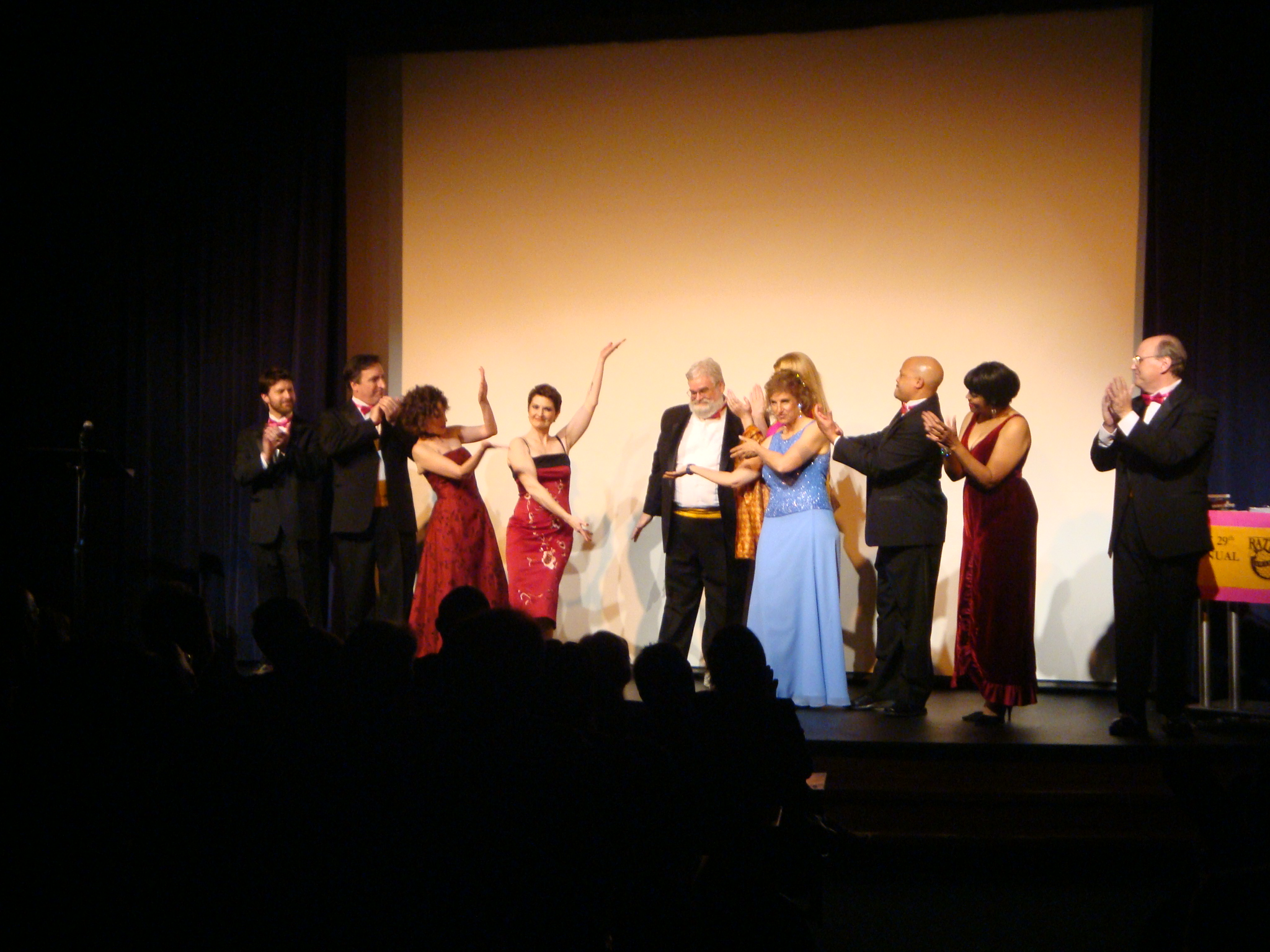
第29回ゴールデンラズベリー賞のウィルソン（中央の人物）

ウィルソンは毎年アカデミー賞授賞式の夜にはロサンゼルスの自宅に友人たちを招き、ポトラックパーティーを開催していた。第53回アカデミー賞が開催された夕方、ウィルソンは自宅のリビングルームに友人たちを集め、自分が考えた映画賞を発表した。映画賞発表は成功し、翌週にはデイリーニューズなどの地元紙で彼の開催した即席映画祭が取り上げられた。ウィルソンは『ミュージック・ミュージック』『ザナドゥ』を観た後、この即席映画祭を正式なイベントとして開催することを決めた。彼は第53回アカデミー賞を観るためのポトラックパーティーに友人たちを招待し、ワースト映画を選ぶための投票用紙を渡した。発表の際にはタキシードを着て段ボールの上に乗り、箒で作ったマイクの前で『ミュージック・ミュージック』を最初の最低作品賞に選んだ。
「ラズベリー」という語は、「ラズベリーをする」という侮蔑の意味で使用される。ウィルソンは『Blame It on the Dog』の中で、「私が1980年にアメリカ議会図書館に登録に行った時、職員は"何故ラズベリーなのですか?それはどういう意味ですか?"と尋ねました。しかし、それ以来"ラズ"は多くのカルチャーに浸透していきました。それはハリウッドの助けなしにはできませんでした」と語っている。彼は「Ye Olde Head Razzberry」と呼ばれている。授賞式のプログラムはアカデミー賞を模倣しているが、「意図的に安っぽく」作られている。賞金は4.96ドルで、金のスプレーで塗装されたスーパー8mmフィルムの上に座る「ゴルフボールサイズのラズベリー」像が用意される。
第1回ゴールデンラズベリー賞の授賞式には36人が出席した。第2回ゴールデンラズベリー賞には2倍の人数が出席し、第3回ゴールデンラズベリー賞にはさらに2倍の人々が出席した。第4回ゴールデンラズベリー賞の際にはCNNと2つの主要なケーブルテレビが授賞式を中継した。ウィルソンはアカデミー賞の前にゴールデンラズベリー賞をセッティングすることで、授賞式の様子を多くのメディアが報じてくれることに気付き、アカデミー賞の前夜に開催するようになった。
1996年に『Everything I Know I Learned at the Movies』を出版しており、2005年にはゴールデンラズベリー賞25周年を記念して『The Official Razzie Movie Guide』を出版した。

## 著作
- Wilson, John J. B. (1996). Everything I Know I Learned at the Movies: A Compilation of Cliches and Un-Truisms Gleaned from a Lifetime Spent Entirely Too Much in the Dark. General Publishing Group, Incorporated. ISBN 1-881649-64-4
- Wilson, John (2005). The Official Razzie Movie Guide: Enjoying the Best of Hollywood's Worst. Grand Central Publishing. ISBN 0-446-69334-0